# ورزشگاه کافمن

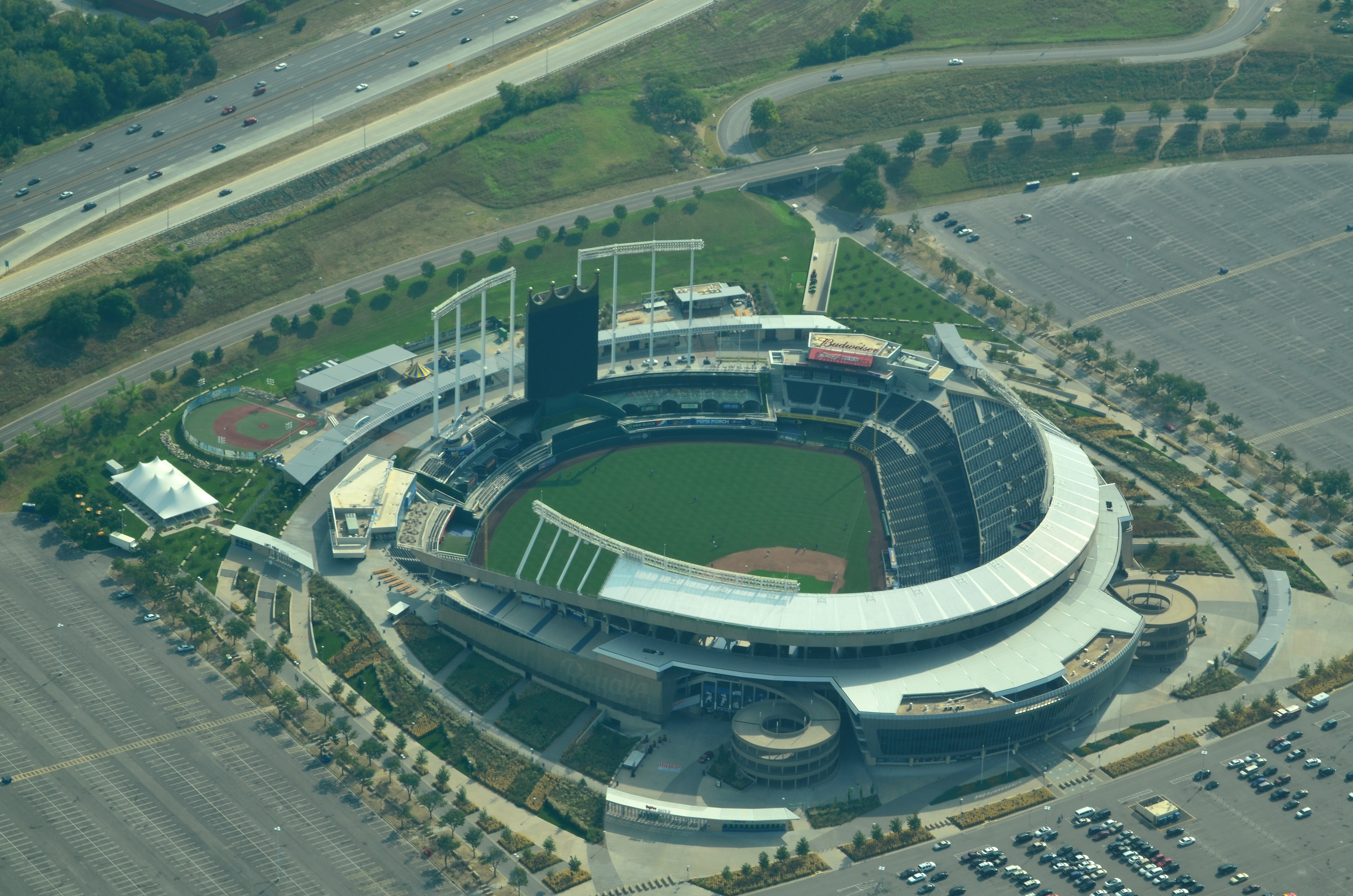
ورزشگاه کافمن

ورزشگاه کاوفمن (در انگلیسی: Kauffman Stadium) نام یک ورزشگاه بزرگ بیسبال در کانزاس سیتی و خانه تیم بیسبال کانزاس‌سیتی رویالز در لیگ برتر بیسبال آمریکا است.
این ورزشگاه در سال ۱۹۷۳ ساخته شد و ۴۰٬۹۳۳ نفر گنجایش دارد.